# ヘロン (山下達郎の曲)
「ヘロン」 (HERON)は、1998年1月28日に発売された山下達郎通算30作目のシングル。

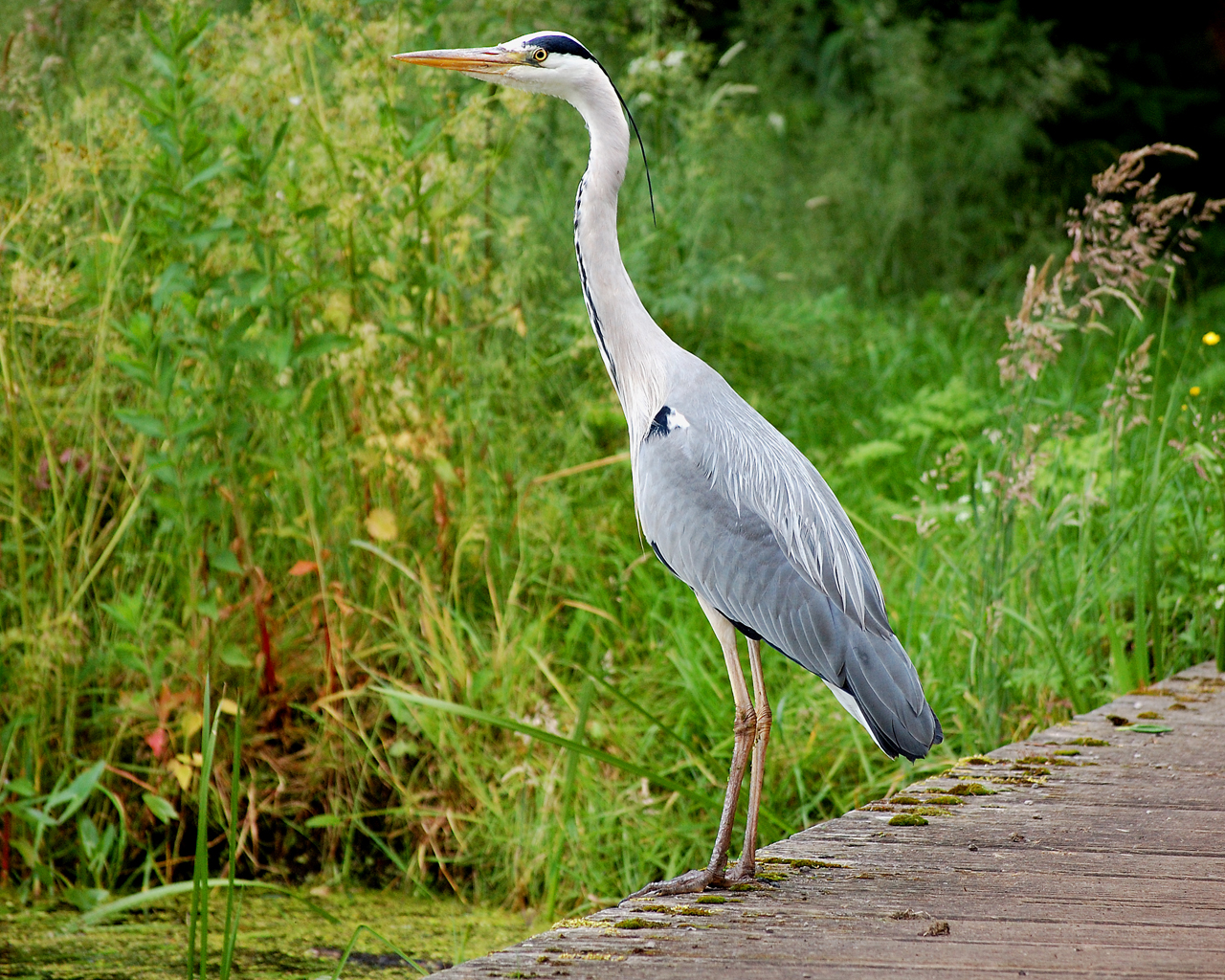
アオサギ

## 解説
後に『COZY』に、2012年にはオールタイム・ベスト『OPUS 〜ALL TIME BEST 1975-2012〜』にも収録された。この曲について山下は「ほんとは93年のTBSのモーニングワイドの為に作ったんですけど、オケの仕上がりがノッペリして奥行きが出なかったんです。だから置いたままだったんですけど。<BLOW>はスマイル・ガレージで録ってますからまだいいんですけど、<ヘロン>はジプシー時代のやつなんでね。ただこの曲にご執心の広告代理店の方が絶対これだって言い張るんですよ。それでね長野オリンピックでのキリンビール“ラガー”でと言うことになったんです。でも元のオケじゃ嫌だったんで、これは運良くドンカマだったんで4リズムを録り直してサックス4本入れて、パーカッションも最初は一人だったんですけど、“NIAGARA”の4人パーカッション隊入れて作ったんです。歌、コーラス、ハープシコード以外は全部やり直してるんです。で、大丈夫なクオリティまで来たんで出せたと。僕はこれシングルきついんじゃと思ってたけど、その代理店の人がこれでいいんですって」と答えている。また、「（CFインパクトありましたよ、との問いに）そういう意味では気に入ってます。こういう哲学的な歌詞好きなんですよ。“ヘロン”って“青鷺”のことなんですよね。辞書見てたら絵と一緒に“青鷺=朝を象徴する鳥で泣きながら飛ぶと雨が降ると言われている”って書いてあって、それが気に入って書いたのね。朝の番組でしたから、モチーフがあったんでこれで行こうと。だから“泣かないでヘロン”で雨を降らさないでくれという事なんですね」とも答えている。
カップリングの「GUITAR INSTRUMENTAL」は、同曲のギター・インストゥルメンタル・ヴァージョン。山下は「こういうギター・インストはたまにあるんだけど、ラジオ番組の<ONLY WITH YOU>とか、元はと言えば村田君の『また明日』の時にギターで工夫しようってやったのが最初。ボトムに2本、オクターブ上で2本、真中に1本を重ねて録って。で、同じので成功したのが<クリスマス・イブ>」「（ラストの盛り上がりは歌と違って、との問いに）そう、淡々と。いいじゃない。もとは朝の番組天気予報とか交通情報でBGMのオファーが来て作ったんだもの」と答えている。後に、ベスト・アルバム『RARITIES』に収録された。
本作は“SPECIAL PRICE”として税抜¥500で発売された。

## 収録曲
| 全作曲・編曲: 山下達郎。 |                                         |          |            |                                            |      |
| #                        | タイトル                                | 作詞     | 作曲・編曲 |                                            | 時間 |
| 1.                       | 「ヘロン」(キリン ラガービールCFソング) | 山下達郎 | 山下達郎   | ©1997 Nichion,Inc. & Smile Publishers Inc. | 4:42 |
| 2.                       | 「ヘロン ORIGINAL KARAOKE」             |          | 山下達郎   |                                            | 4:42 |
| 3.                       | 「ヘロン GUITAR INSTRUMENTAL」          |          | 山下達郎   |                                            | 4:42 |

## レコーディング

### ヘロン
| 山下達郎 | - Acoustic Guitar, Electric Guitar, Marimba, Glocken, - Percussion & Background Vocals |

| 青山純 Drums                                                 |
| 伊藤広規 Electric Bass                                       |
| 佐橋佳幸 Acoustic Guitar & Electric Guitar                   |
| 難波弘之 Acoustic Piano, Harpsichord & Marimba               |
| 浜口茂外也 Percussion                                        |
| 鳴嶋英治 Percussion                                          |
| 川瀬正人 Percussion                                          |
| 菅原裕紀 Percussion                                          |
| JAKE H.CONCEPCION Alto Sax                                   |
| 金城寛文 Tenor Sax                                           |
| 柳沼寛 Tenor Sax                                             |
| 高野正幹 Baritone Sax                                        |
|                                                              |
| Recording & Mixing Engineer : 吉田保                         |
| Recorded at Onkio Haus & Planet Kingdom in 1993, 1994 & 1997 |
| Mixed at Planet Kingdom in 1997                              |

## リリース日一覧
| 地域 | タイトル | リリース日    | レーベル                  | 規格          | 品番      | 備考                       |
| ---- | -------- | ------------- | ------------------------- | ------------- | --------- | -------------------------- |
| 日本 | ヘロン   | 1998年1月28日 | MOON ⁄ WARNER MUSIC JAPAN | 8cmCDシングル | WPDV-7130 | SPECIAL PRICE:¥500（税抜） |

## 収録アルバム
| # | タイトル                         | リリース日     | レーベル                  | 規格        | 品番                                                  | 備考                        |
| - | -------------------------------- | -------------- | ------------------------- | ----------- | ----------------------------------------------------- | --------------------------- |
| 1 | COZY                             | 1998年8月26日  | MOON / WARNER MUSIC JAPAN | CD          | WPCV-7450                                             |                             |
| 1 | COZY                             | 1998年10月25日 | MOON / WARNER MUSIC JAPAN | 2LP         | WPJV-7450/1【完全生産限定盤】                         |                             |
| 2 | RARITIES                         | 2002年10月30日 | MOON / WARNER MUSIC JAPAN | CD          | WPC2-10001                                            | “GUITAR INSTRUMENTAL”を収録 |
| 3 | OPUS 〜ALL TIME BEST 1975-2012〜 | 2012年9月26日  | MOON / WARNER MUSIC JAPAN | - 4CD - 3CD | - WPCL-11201/4【初回限定盤】 - WPCL-11205/7【通常盤】 | オールタイム・ベスト        |